# Белавіно (Вачський район)
Белавіно (рос. Белавино) — село в Вачському районі Нижньогородської області Російської Федерації.
Населення становить 167 осіб. Входить до складу муніципального утворення Арефинська сільрада.

## Історія
Від 2009 року входить до складу муніципального утворення Арефинська сільрада.

## Населення
| 1859 | 1897 | 1905 | 1926 | 1999 | 2002 | 2010 |
| ---- | ---- | ---- | ---- | ---- | ---- | ---- |
| 636  | ↗812 | ↗835 | ↗945 | ↘299 | ↘181 | ↘167 |